# FIGHT CLUB (東京都の格闘技イベント)
FIGHT CLUB (ファイトクラブ)は、YA-MANがプロデュースする日本のキックボクシングイベント。FIGHT CLUB実行委員会主催。

## 歴史
2023年10月19日、「FIGHT CLUB」発足記者会見を行い、YA-MANがプロデュースおよび出場するオープンフィンガーグローブのキックボクシングイベントであると発表。名称の由来は同名の映画『FIGHT CLUB』からオマージュした。YA-MANはRIZINやK-1、BreakingDownに出場する選手にも出場してもらいたいと話した。
YA-MANによる朝倉未来への挑発的言動を経て、同年11月4日に記者会見を開催。YA-MAN軍団と朝倉軍団の対抗戦を含む全7試合の開催を発表。会見には、YA-MAN軍団の選手であるYA-MAN、山口裕人、木村“ケルベロス”颯太、朝倉軍団の選手である朝倉未来、白川陸斗、西谷大成が登場した。
2023年11月19日に第1回大会を開催。メインイベントのYA-MANと朝倉未来の試合は、YA-MANの1ラウンド1分17秒・KO勝利に終わった。
YA-MANによる木村“フィリップ”ミノルへの挑発的言動を経て、2024年9月18日に「FIGHT CLUB.2」の対戦カード発表会見を開催。YA-MANと木村“フィリップ”ミノルの対戦を発表したが、同年10月3日に木村が大麻取締法違反の疑いで逮捕されたことを受け、YA-MANと木村の試合および「ABEMA PPV ONLINE LIVE」によるPPV配信が中止となったことが発表された。
2024年10月5日に第2回大会として「FIGHT CLUB.2」を開催。第6試合のYURAと木村“ケルベロス”颯太の試合が繰り上げでメインイベントとなり、試合はYURAが3R14秒TKO勝利した。

## ルール
全試合3分3ラウンド制。

## 対戦カード

### 第1回大会
2023年11月19日開催。会場非公開。
第1試合 57.0kg契約 3分3R
× Novo. vs. 夏目竜雅 ○
KO (1R 1分51秒)
第2試合 女子 46kg契約 3分3R
○ 平岡琴 vs. 小林穂夏 ×
3R終了 判定3-0
第3試合 68kg契約 3分3R
○ 前口太尊 vs. 安彦考真 ×
TKO(2R 2分49秒)
第4試合 63kg契約 3分3R
○ 山口侑馬 vs. 星野孝允 ×
3R終了 判定3-0
第5試合 先鋒戦 66kg契約 3分3R
△ 木村“ケルベロス”颯太 vs. 白川陸斗 △
3R終了 決着付かずドロー
第6試合 副将戦 68kg契約 3分3R
× 山口裕人 vs. 西谷大成 〇
KO（1R 2分56秒)
第7試合 大将戦 70kg契約 3分3R
○ YA-MAN vs. 朝倉未来 ×
KO（1R 1分17秒)

### 第2回大会
2024年10月5日開催。会場非公開。
第1試合 60kg契約 3分3R
× 田上健太. vs. SAIGO ○
KO (2R 1分10秒)
第2試合 無差別級 3分3R
○ MAX吉田 vs. 佐藤光留 ×
KO (2R 2分00秒)
第3試合 55kg契約 3分3R
○ 塚本望夢 vs. 伊東龍也 ×
3R終了 判定3-0
第4試合　67.5kg契約 3分3R
○ 山口裕人 vs. 安彦考真 ×
3R終了 判定3-0
第5試合 84kg契約 3分3R
× コントゥアラーイ・JMボクシングジム vs. 阿部大治 〇
3R終了 判定0-3
第6試合 65kg契約 3分3R
× 木村“ケルベロス”颯太 vs. YURA 〇
TKO（3R 14秒)

## 配信・視聴方法
ABEMA PPV ONLINE LIVEにて全試合生中継。第1回大会は冒頭2試合が無料配信された。